# جاستین مارکس
جاستین مارکس (انگلیسی: Justin Marks) فیلم‌نامه‌نویس و تهیه‌کننده اهل ایالات متحده آمریکا است. وی از سال ۲۰۰۲ میلادی تاکنون مشغول فعالیت بوده‌است.
ازجمله آثار او، می‌توان به مبارزان خیابانی: افسانه چون-لی، تاپ گان: ماوریک، کتاب جنگل و همتا اشاره کرد.